# Solanum trilobatum
Solanum trilobatum är en potatisväxtart som beskrevs av Carl von Linné. Solanum trilobatum ingår i släktet skattor som ingår i familjen potatisväxter. Inga underarter finns listade i Catalogue of Life.

## Bildgalleri

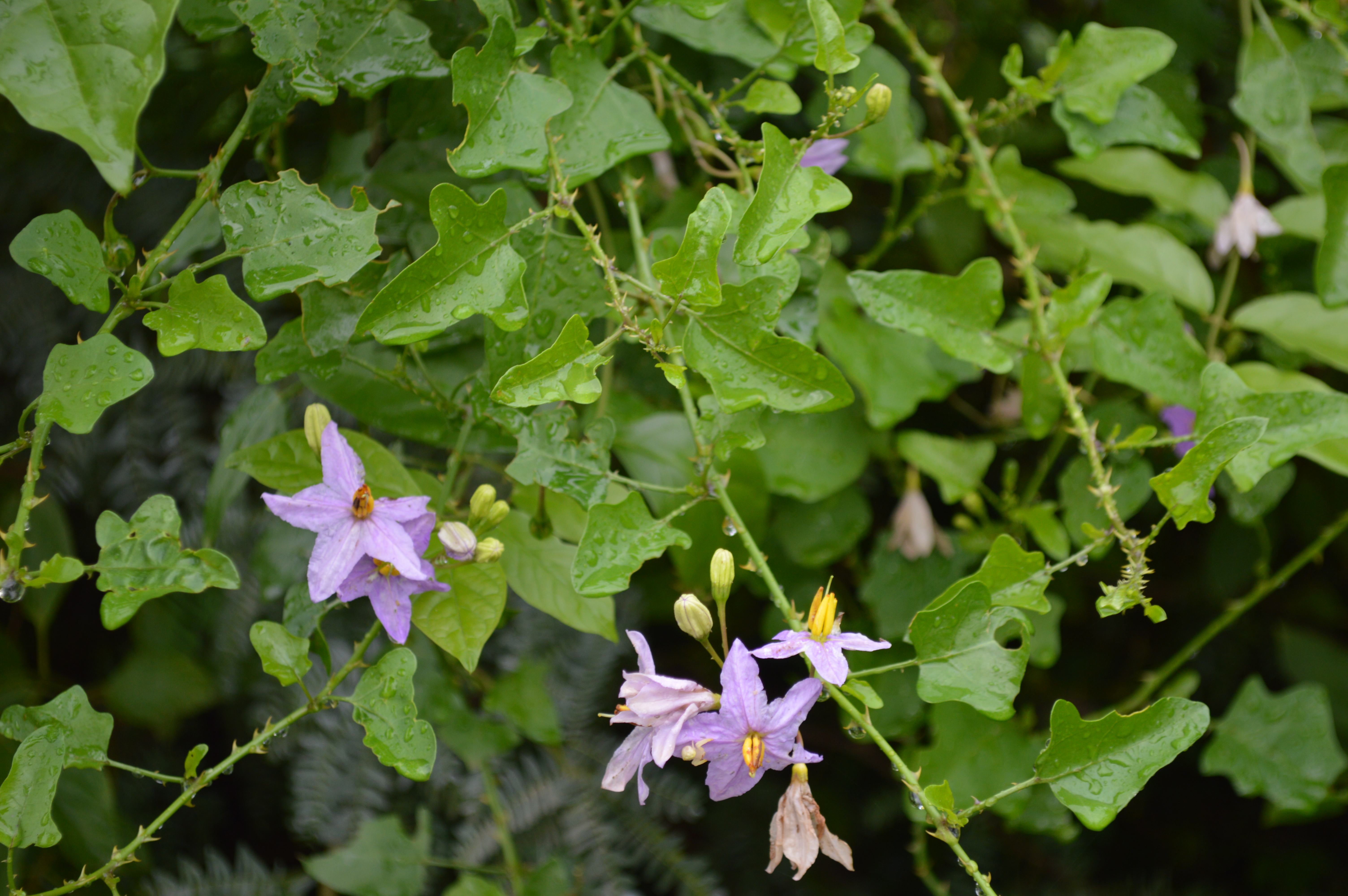
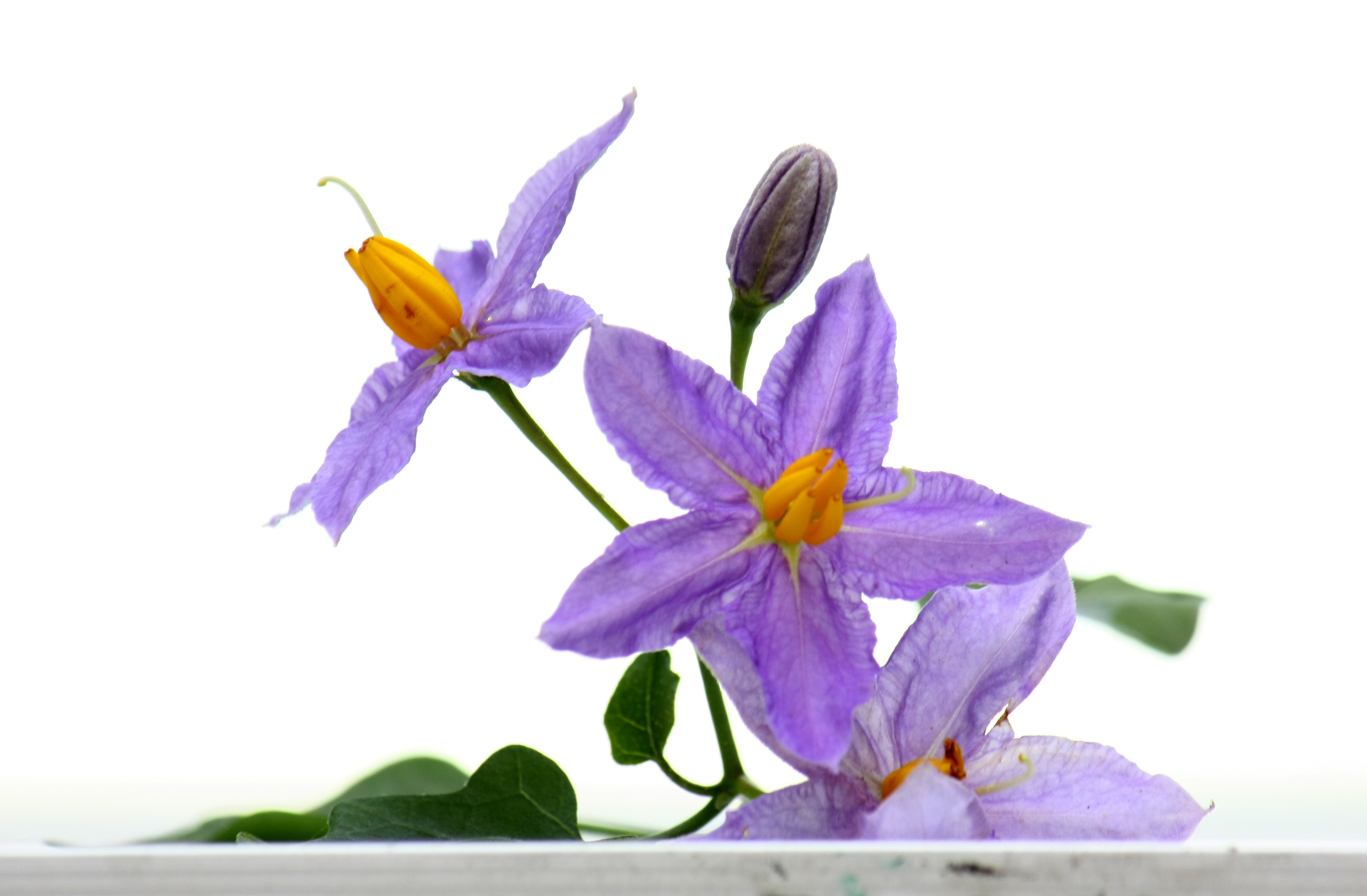
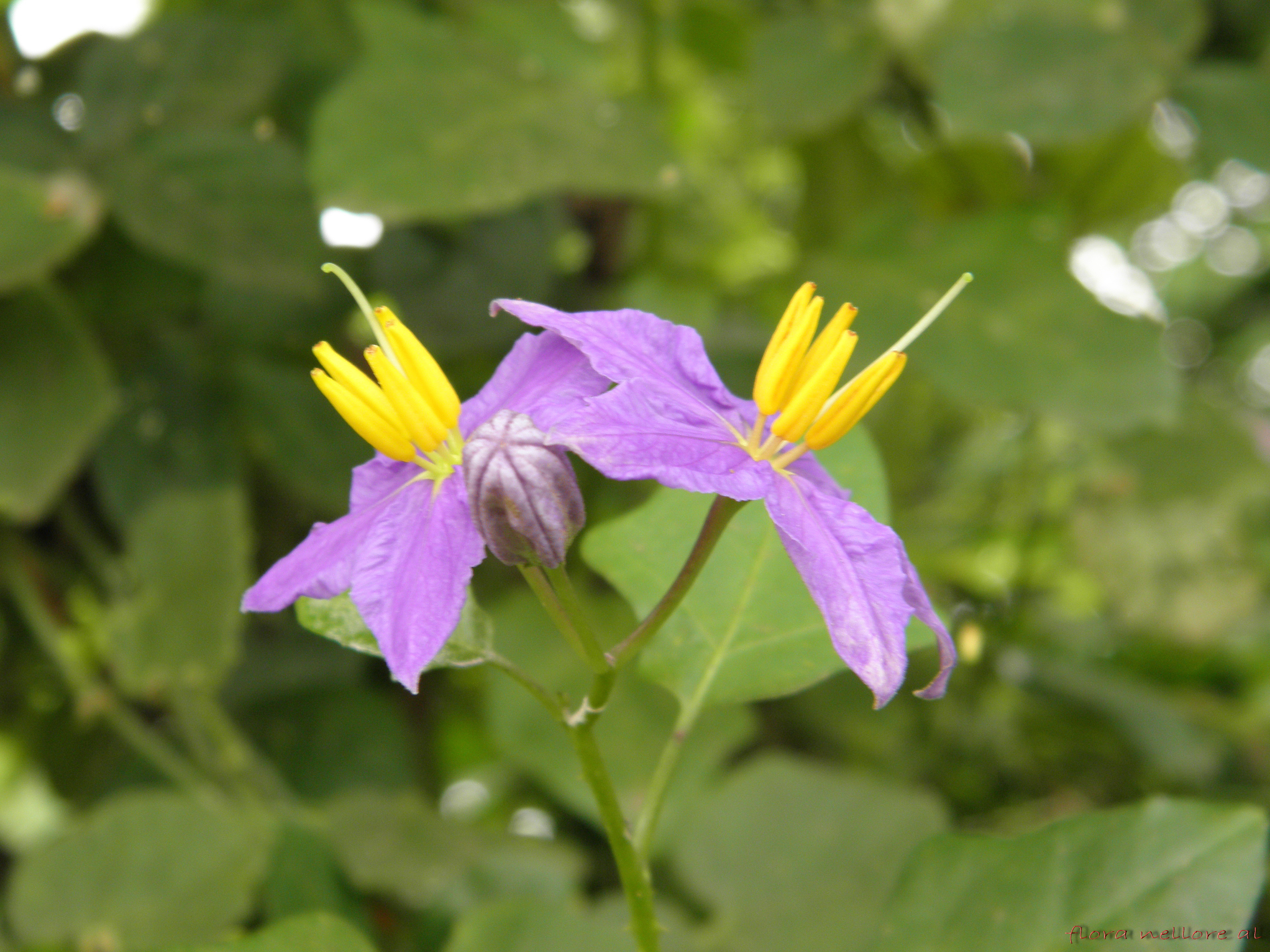
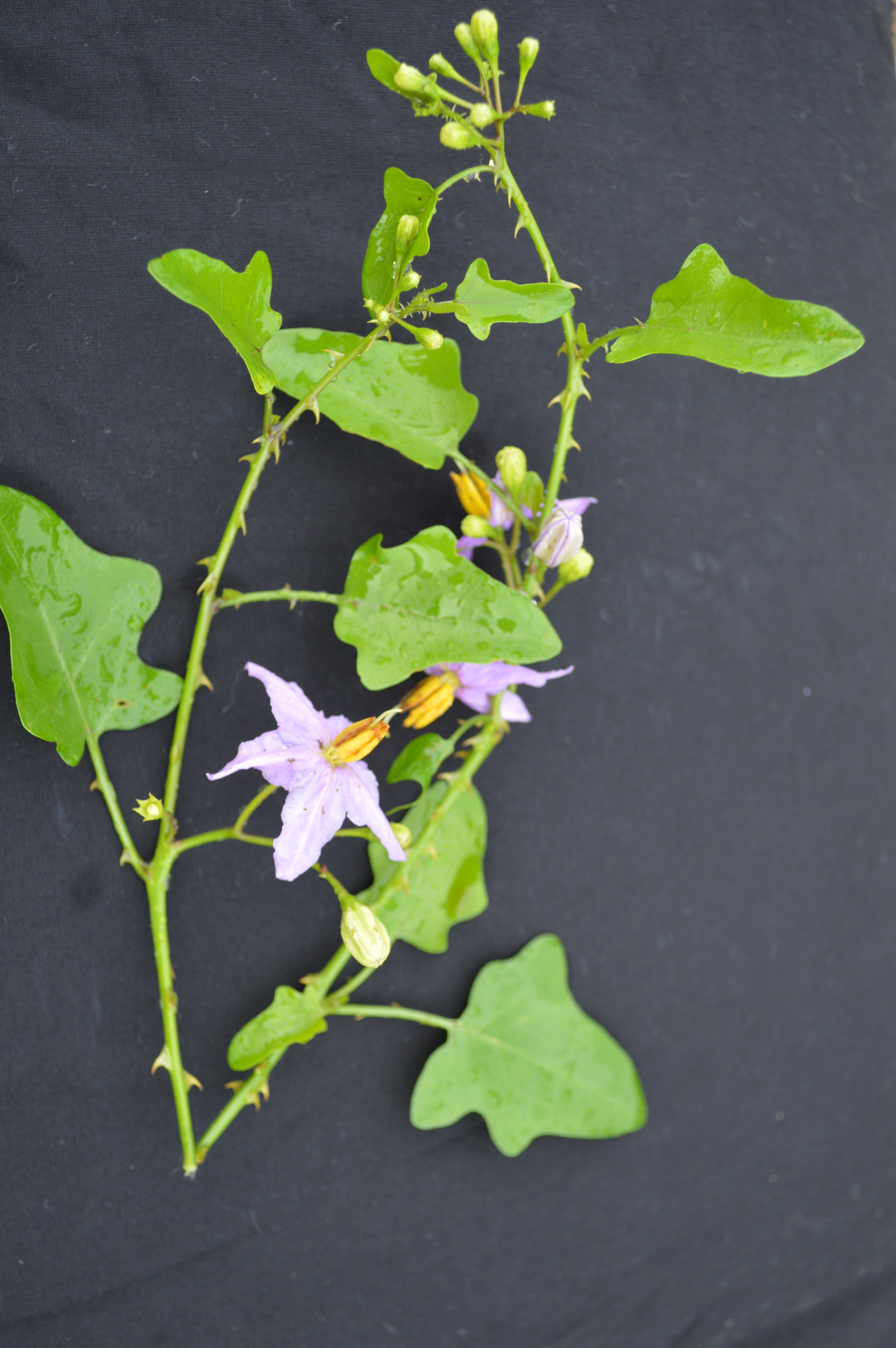
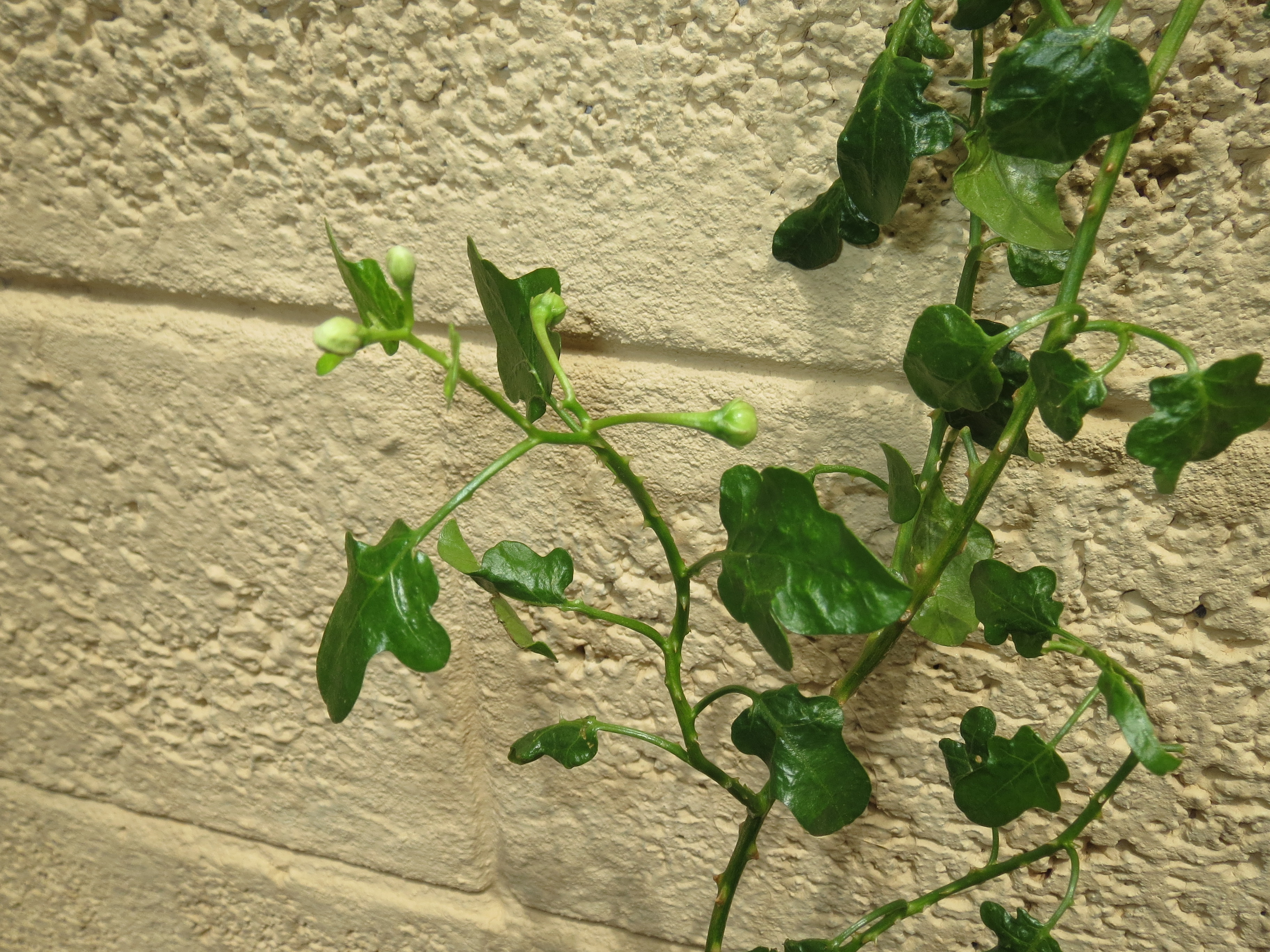